# Джеймс Ворді
Сер Джеймс Манн Ворді, (англ. James Mann Wordie; нар. 26 квітня 1889 — пом. 16 січня 1962) — вчений, геолог, дослідник, учасник Імперської трансантарктичної експедиції Ернеста Шеклтона (1914—1917), семи Арктичних експедицій до берегів Східної та Західної Гренландії та на Шпіцберген, один із засновників, і протягом майже двадцяти років президент Інституту полярних досліджень імені Скотта, почесний член багатьох наукових товариств.

## Ранній період
Народився 26 квітня 1889 року в Глазго, Шотландія, в сім'ї Джона Ворді та Джейн Кетрін Манн. Після закінчення школи «Академії Глазго» та здобуття ступеня бакалавра геології в Університеті Глазго перебрався до коледжу Сент-Джонс (Кембридж), де продовжив освіту та почав займатися науковою діяльністю. На цій ниві він близько познайомився з Френком Дебенгемом і Реймондом Прістлі, вченими-учасниками останньої Антарктичної експедиції Роберта Скотта 1910—1913 років. Після спільної роботи з ними живий інтерес Ворді до експедицій та наукових відкриттів лише посилився. Прістлі (який, крім експедиції Скотта, був учасником першої експедиції Шеклтона) рекомендував Шеколтону Вордлі. Він вступив до лав учасників оголошеної у 1914 році Імперської трансатлантичної експедиції як геолог — керівник наукового штату.

## Імперська трансантарктична експедиція Шеклтона
Заявлених цілей експедиції — перетину Антарктиди від моря Ведделла до моря Росса через Південний полюс, а також виконання великої наукової програми на землі Ендербі та землі Ґреяма досягти не вдалося. У розпал антарктичного літа 1915 року експедиційне судно «Енд'юренс» затиснуло паковою кригою в морі Ведделла всього в одному дні плавання від передбачуваного місця висадки експедиціонерів і після довгого дрейфу корабель розчавило. Екіпаж судна після багатьох місяців боротьби за життя зміг досягти острова Мордвінова (Елефант), звідки 30 вересня 1916 року його евакуювали в Пунта-Аренас.
Для Ворді як вченого-геолога ця експедиція з професійної точки зору виявилася непродуктивною. Як геолог Ворді фактично зміг попрацювати лише протягом короткого часу перебування у Південній Джорджії — останньому порту заходу «Енд'юренса». Але, попри пригоди експедиції, результати її наукового штату виявилися досить значними. Ворді щільно займався питаннями океанографії, що включали вивчення морської криги (за результатами якої він сформулював її специфікацію, яка практично не відрізняється від сучасної), донних осадів, фізіографію морського дна, проміром глибин, вимірюванням температури та солоності води, швидкості та напрямком течій і т. ін. Таким чином вдалося дослідити значну частину моря Ведделла, а також зняли питання з приводу існування Землі Моррелла. Крім цього, велися метеорологічні та інші наукові спостереження.
Після повернення на батьківщину Джеймс Ворді пішов на фронт і воював у Франції у польовій артилерії. У битві при Армантьєрі він отримав важке поранення у ліву ногу. У 1917 році він отримав звання другого лейтенанта, а війну закінчив у званні лейтенанта.

## Дослідницька діяльність
Після закінчення Першої світової війни Ворді повернувся до Кембриджу та відразу ж відновив свою дослідницьку діяльність. У 1919 та 1920 роках він взяв участь в експедиціях Вільяма Спірса Брюса на Шпіцберген (заступник керівника-геолог). Починаючи з 1921 року, організував і провів серію власних полярних експедицій: 1921 рік — керівник експедиції на острів Ян-Маєн, в ході якої відбулося перше сходження на головну вершину острова вулкан Беренберг (2085 метрів над рівнем моря); 1923, 1926, 1929 роки — керівник експедицій до берегів Східної Гренландії; 1934 рік — керівник експедиції в Баффінову затоку — Західна Гренландія, в ході якої були здійснені першосходження на піки Піонер і Лонгстафф.
Серед його учнів — учасників експедиції 1929 року, був простий студент Кембриджу Вівіан Фукс — майбутній керівник (разом з підкорювачем Джомолунгми Едмундом Гілларі) Трансантарктичної експедиції Британської співдружності (1955—1958), яка вперше здійснила план Шеклтона з перетину Антарктиди від затоки Фазеля у морі Веддела до острова Росса через Південний полюс.

## Суспільна діяльність
У 1920 році на кошти, що залишилися від пожертвувань з приводу трагедії капітана Скотта Френк Дебенгем, Реймонд Прістлі та Джеймс Ворді заснували Інститут полярних досліджень імені Скотта (Кембридж). Інститут виступав як сховище наукових, дослідницьких й інших матеріалів з тематики полярних досліджень на благо майбутніх мандрівників (на сьогодні це найбільша у світі бібліотека та архів, де зберігаються унікальні збірки рукописних та опублікованих матеріалів, звітів про науково-дослідні та геологорозвідувальні роботи, пов'язані з полярними регіонами). З 1937 по 1955 роки Ворді був його головою.
У 1933 році Ворді став завучем коледжу Сент-Джонс.
З 1934 по 1948 рік — почесний секретар Королівського географічного товариства.
З 1939 по 1945 рік — начальник управління військово-морської розвідки у полярних регіонах.
З 1951 по 1954 рік — президент Королівського географічного товариства (після Ворді з 1961 по 1963 рік його очолював Реймонд Прістлі). На цій посаді він взяв участь у плануванні та організації першої успішної експедиції на Еверест, яка закінчилася 29 травня 1953 року сходженням на третій полюс Землі Едмундом Гілларі та Тенцингом Норгеєм.
З 1952 по 1959 рік — ректор коледжу Сент-Джонс.

## Нагороди та відзнаки

### Британські

#### Державні
- Полярна медаль з пряжкою «Антарктика 1914—16» (16 лютого 1917) — «за участь в Імперській трансантарктичній експедиції 1914—16 років у складі команди „Енд'юренса“»[8][9].
- Орден Британської імперії ступеня командора (12 червня 1947) — «за заслуги в дослідженні Антарктики»[10].
- Звання лицаря-бакалавра з правом на приставку «сер» до імені (1 січня 1957) — «за заслуги в Полярних дослідженнях»[11]. Посвячений у лицарі особисто королевою Єлизаветою II на церемонії в Букінгемському палаці[12].

#### Суспільні
- Премія Бака Королівського географичного товариства (1920)[13].
- Медаль В. С. Брюса Королівського шотландського географічного товариства (1926)[14].
- Золота медаль Засновників Королівского географічного товариства (1933)[15].
- Золота медаль Королівського шотландського географічного товариства (1944)[16].
- Медаль Чарльза П. Делі Американського географічного товариства (1952)[17].

#### Інші
- Почесний ступінь доктора Університету Глазго та Університету Галла.
- Почесний член Триніті Коледжу (1954)[18].

### Іноземні
- Орден Святого Олафа ступеня командора (24 квітня 1944) — «на знак визнання послуг, наданих під час війни»[19].

## Пам'ять
Помер 16 січня 1962 року у віці 72 років у Кембриджі. Його прах спочиває у сімейному похованні біля Голірудської церкви у Стерлінгу (Шотландія).
На честь Джеймса Ворді названі Ворді-Пойнт (Південні Сандвічеві острови), шельфовий льодовик Ворді (Антарктида), Нунатак Ворді (Антарктида) та Пойнт-Ворді (острів Мордвінова).